# Вайрих фон Геминген (1493 – 1548)
Вайрих фон Геминген (на немски: Weirich von Gemmingen; * 8 ноември 1493; † 28 октомври 1548 в Шпайер) е благородник от стария алемански рицарски род Геминген в Крайхгау в Баден-Вюртемберг е собственик в Михелфелд (днес в Ангелбахтал) и бургграф на Щаркенбург.
Той е единствен син на Орендел фон Геминген (1464 – 1520), фогт в Гермерсхайм, и първата му съпруга Катарина фон Зикинген († 16 декември 1493), сестрата на Франц фон Зикинген (1481 – 1523), дъщеря на Швайкхардт VIII/Свикер фон Зикинген († 1505) и Маргарета Пулер фон Хоенбург († 1517). Майка му умира малко след раждането му. Баща му се жени втори път 1498 г. в Хайделберг за Катарина фон Гумпенберг и бракът остава бездетен.
Той въвежда реформацията през 1525 г. в Михелфелд. През 1538 г. той завещава за доживотно ползване цялата си собственост на съпругата си Бенедикта. През 1543 г. той става бургграф на замък Щаркенбург. През 1544/45 г. той държи затворен пратеника на Нюрнберг Хиеронимус Баумгартнер над една година в градинската къща на дворец Михелфелд.
Вайрих умира през 1548 г. в Шпайер, но е погребан в църквата на Михелфелд.

## Фамилия
Вайрих фон Геминген се жени 1519 г. с Доротея фон Хандшухсхайм, която умира след шест седмици. Същата година той се жени втори път с Бенедикта фон Нипенбург (1500 – 1570). Те имат децата:
- Орендел (* 1521), умира като дете
- Себастиан (1522 – 1575), женен с Юлиана фон Бьодигхайм (1536 – 1588), наследява Ингенхайм
- Катарина († 1583), омъжена с Филип Мъдри фон Геминген цу Бонфелд (1518 – 1571)
- Леонхард (1536 – 1583), женен с Естер фон Бьодигхайм (1540 – 1592), продължава фамилната линия